# تشارلز جي. كيرستن
تشارلز جي. كيرستن هو محامي وسياسي أمريكي، ولد في 26 مايو 1902 في شيكاغو في الولايات المتحدة، وتوفي في 31 أكتوبر 1972 في ميلواكي في الولايات المتحدة. نشط حزبياً في الحزب الجمهوري. وقد انتخب مستشار (1955 – 1956) وانتخب نائب ‏ (1937 – 1943) وانتخب عضو مجلس النواب الأمريكي ‏.